# Michael Allen
Michael Gary Allen (Los Angeles, 20 de maio de 1935) é um ex-ciclista olímpico norte-americano. Representou sua nação nos Jogos Olímpicos de Verão de 1964, em Tóquio.